# Sindaci di Hannover
Di seguito l'elenco cronologico dei sindaci di Hannover e delle altre figure apicali equivalenti che si sono succedute nel corso della storia.

## Repubblica di Weimar (1918-1933)
| Sindaci (Oberbürgermeister) (1918-1933) | Sindaci (Oberbürgermeister) (1918-1933) | Sindaci (Oberbürgermeister) (1918-1933) | Sindaci (Oberbürgermeister) (1918-1933) | Sindaci (Oberbürgermeister) (1918-1933) |
| Nominativo                              | Partito                                 | Partito                                 | Mandato                                 | Mandato                                 |
| Nominativo                              | Partito                                 | Partito                                 | Inizio                                  | Fine                                    |
| --------------------------------------- | --------------------------------------- | --------------------------------------- | --------------------------------------- | --------------------------------------- |
| Robert Leinert                          |                                         | Partito Socialdemocratico di Germania   | 1918                                    | 1924                                    |
| Gustav Fink                             |                                         | Partito Popolare Tedesco                | 1924                                    | 1925                                    |
| Arthur Menge                            |                                         | Partito Tedesco di Hannover             | 1925                                    | 1933                                    |

## Germania nazista (1933-1945)
| Sindaci (Oberbürgermeister) nominati dal governo (1933-1945) | Sindaci (Oberbürgermeister) nominati dal governo (1933-1945) | Sindaci (Oberbürgermeister) nominati dal governo (1933-1945) | Sindaci (Oberbürgermeister) nominati dal governo (1933-1945) | Sindaci (Oberbürgermeister) nominati dal governo (1933-1945) |
| Nominativo                                                   | Partito                                                      | Partito                                                      | Mandato                                                      | Mandato                                                      |
| Nominativo                                                   | Partito                                                      | Partito                                                      | Inizio                                                       | Fine                                                         |
| ------------------------------------------------------------ | ------------------------------------------------------------ | ------------------------------------------------------------ | ------------------------------------------------------------ | ------------------------------------------------------------ |
| Arthur Menge                                                 |                                                              | Indipendente                                                 | 1933                                                         | 1937                                                         |
| Henricus Haltenhoff                                          |                                                              | Partito Nazionalsocialista Tedesco dei Lavoratori            | 1937                                                         | 1942                                                         |
| Ludwig Hoffmeister (Commissario statale)                     |                                                              | Partito Nazionalsocialista Tedesco dei Lavoratori            | 1942                                                         | 1944                                                         |
| Egon Bönner (Commissario statale)                            |                                                              | Partito Nazionalsocialista Tedesco dei Lavoratori            | 1944                                                         | 1945                                                         |

## Zona di occupazione britannica (1945-1946)
| Sindaci (Oberbürgermeister) nominati dal comando militare britannico (1945-1946) | Sindaci (Oberbürgermeister) nominati dal comando militare britannico (1945-1946) | Sindaci (Oberbürgermeister) nominati dal comando militare britannico (1945-1946) | Sindaci (Oberbürgermeister) nominati dal comando militare britannico (1945-1946) | Sindaci (Oberbürgermeister) nominati dal comando militare britannico (1945-1946) |
| Nominativo                                                                       | Partito                                                                          | Partito                                                                          | Mandato                                                                          | Mandato                                                                          |
| Nominativo                                                                       | Partito                                                                          | Partito                                                                          | Inizio                                                                           | Fine                                                                             |
| -------------------------------------------------------------------------------- | -------------------------------------------------------------------------------- | -------------------------------------------------------------------------------- | -------------------------------------------------------------------------------- | -------------------------------------------------------------------------------- |
| Gustav Bratke                                                                    |                                                                                  | Partito Socialdemocratico di Germania                                            | aprile 1945                                                                      | gennaio 1946                                                                     |
| Franz Henkel                                                                     |                                                                                  | Partito Liberale Democratico                                                     | gennaio 1946                                                                     | ottobre 1946                                                                     |

## Repubblica Federale di Germania (dal 1946)
| Sindaci (Oberbürgermeister) eletti dal Consiglio cittadino (1945-1996)   | Sindaci (Oberbürgermeister) eletti dal Consiglio cittadino (1945-1996) | Sindaci (Oberbürgermeister) eletti dal Consiglio cittadino (1945-1996) | Sindaci (Oberbürgermeister) eletti dal Consiglio cittadino (1945-1996) | Sindaci (Oberbürgermeister) eletti dal Consiglio cittadino (1945-1996) | Sindaci (Oberbürgermeister) eletti dal Consiglio cittadino (1945-1996) | Sindaci (Oberbürgermeister) eletti dal Consiglio cittadino (1945-1996) | Sindaci (Oberbürgermeister) eletti dal Consiglio cittadino (1945-1996) |
| Nominativo                                                               | Nominativo                                                             | Partito                                                                | Partito                                                                | Mandato                                                                | Mandato                                                                | Elezione                                                               |                                                                        |
| Nominativo                                                               | Nominativo                                                             | Partito                                                                | Partito                                                                | Inizio                                                                 | Fine                                                                   | Elezione                                                               |                                                                        |
| ------------------------------------------------------------------------ | ---------------------------------------------------------------------- | ---------------------------------------------------------------------- | ---------------------------------------------------------------------- | ---------------------------------------------------------------------- | ---------------------------------------------------------------------- | ---------------------------------------------------------------------- | ---------------------------------------------------------------------- |
|                                                                          | Wilhelm Weber                                                          |                                                                        | Partito Socialdemocratico di Germania                                  | 1946                                                                   | 1956                                                                   | –                                                                      |                                                                        |
|                                                                          | August Holweg                                                          |                                                                        | Partito Socialdemocratico di Germania                                  | 1956                                                                   | 1972                                                                   | –                                                                      |                                                                        |
|                                                                          | Herbert Schmalstieg                                                    |                                                                        | Partito Socialdemocratico di Germania                                  | 1972                                                                   | 1996                                                                   | –                                                                      |                                                                        |
| Sindaci (Oberbürgermeister) eletti direttamente dai cittadini (dal 1996) |                                                                        |                                                                        |                                                                        |                                                                        |                                                                        |                                                                        |                                                                        |
| Nominativo                                                               | Nominativo                                                             | Partito                                                                | Partito                                                                | Mandato                                                                | Mandato                                                                | Elezione                                                               |                                                                        |
| Nominativo                                                               | Nominativo                                                             | Partito                                                                | Partito                                                                | Inizio                                                                 | Fine                                                                   | Elezione                                                               |                                                                        |
|                                                                          | Herbert Schmalstieg                                                    |                                                                        | Partito Socialdemocratico di Germania                                  | 1996                                                                   | 2001                                                                   | Elezione 1996                                                          |                                                                        |
| 2001                                                                     | Herbert Schmalstieg                                                    | 2006                                                                   | Partito Socialdemocratico di Germania                                  | Elezione 2001                                                          |                                                                        |                                                                        |                                                                        |
|                                                                          | Stephan Weil                                                           |                                                                        | Partito Socialdemocratico di Germania                                  | 1º novembre 2006                                                       | gennaio 2013                                                           | Elezione 2006                                                          |                                                                        |
|                                                                          | Bernd Strauch (Facente funzioni)                                       |                                                                        | Partito Socialdemocratico di Germania                                  | gennaio 2013                                                           | 11 ottobre 2013                                                        | Elezione 2006                                                          |                                                                        |
|                                                                          | Stefan Schostok                                                        |                                                                        | Partito Socialdemocratico di Germania                                  | 11 ottobre 2013                                                        | 26 maggio 2019                                                         | Elezione 2013                                                          |                                                                        |
|                                                                          | Belit Onay                                                             |                                                                        | Alleanza 90/I Verdi                                                    | 22 novembre 2019                                                       | in carica                                                              | Elezione 2019                                                          |                                                                        |